# Harsprånget
Harsprånget er et vandkraftværk i Luleälven i Jokkmokks kommune i det nordligste Sverige og ejes af Vattenfall.
Dets opførsel blev påbegyndt i 1920'erne, men første etape stod først færdig i 1951 på grund af lavkonjunkturerne under Den Store Depression og senere 2. verdenskrig. Værket blev senere udvidet med flere turbiner i hhv. 1952, 1972 og 1980.
Harsprånget består af fem francis-turbiner med en samlet ydeevne på 977 MW, hvilket gør kraftværket til Sveriges største målt i installeret effekt. Den gennemsnitlige årsproduktion er på 2.131 GWh.
I forbindelse med kraftværket er Luleälven opdæmmet af en dæmning bestående af stenfyld, og elven mellem værket og kraftstationen er stort set tørlagt.
Energien fra kraftværket bliver ført i det, som dengang var verdens første 400 kilovoltsledning mellem Harsprånget og Hallsberg. Den 1.000 kilometer lange højspændingsledning førte energi fra kraftværkerne i Luleälven til forbrugere i Syd- og Mellemsverige.

## Eksterne links
- Wikimedia Commons har flere filer relateret til Harsprånget
- Vattenfall om Harsprånget (svensk)

66°53′7″N 19°49′6″Ø / 66.88528°N 19.81833°Ø